# Charles Cox (Bischof)
Charles Cox OMI (* 29. Mai 1848 in Birkenhead, Vereinigtes Königreich Großbritannien und Irland; † 9. März 1936) war ein britischer römisch-katholischer Ordensgeistlicher und Apostolischer Vikar von Transvaal.

## Leben
Charles Cox trat der Ordensgemeinschaft der Oblaten der Unbefleckten Jungfrau Maria bei und empfing am 20. Dezember 1873 das Sakrament der Priesterweihe.
Am 15. Juli 1914 ernannte ihn Papst Pius X. zum Titularbischof von Dioclea und zum Apostolischen Vikar von Transvaal. Der Apostolische Vikar von Natal, Henri Delalle OMI, spendete ihm am 28. Oktober desselben Jahres die Bischofsweihe; Mitkonsekratoren waren der Apostolische Vikar vom Kap der Guten Hoffnung, Western District, John Rooney, und der Apostolische Vikar vom Kap der Guten Hoffnung, Eastern District, Hugh McSherry.
Papst Pius XI. nahm am 14. Juli 1924 das von Charles Cox vorgebrachte Rücktrittsgesuch an.